# トブワーン・キリバス党
トブワーン・キリバス党（トブワーン・キリバスとう、キリバス語: Tobwaan Kiribati Party、略称: TKP、英語: Embracing Kiribati Party）は、キリバスの政党である。キリバス抱擁党とも。

## 沿革
TKPは、2016年1月にマウリン・キリバス党（MKP）とキリバス共同体党（KTK）が合併して成立した。両党は、2015年の年末から2016年の年始にかけて執行された議会選挙で45議席中19議席を獲得しており、同議会選を受けて党員のテアタオ・テアンナキが下院議長に選出された。2016年の大統領選挙ではTKPがタネスィ・マアマウを大統領候補に指名して、マママウ候補は約60％の得票率で勝利した。
2019年11月、キリバスが国交樹立国を台湾(中華民国)から中華人民共和国に切り替えたことを受けて、バヌエラ・ベリナ議長がTKPから離党し、自身を含めて13人の国会議員を擁する野党キリバス・ファースト党（KMP）を結党した。2020年5月、テケーウア・タラスィが議長に指名される。